# Vuelta al País Vasco 2013
53. edycja wyścigu kolarskiego Vuelta al País Vasco odbyła się od 1 do 6 kwietnia 2013 roku. Wyścig liczył sześć etapów, o łącznym dystansie 833,1 km i był zaliczany do rankingu światowego UCI World Tour 2013. 
Na starcie z nr 1 stanął Hiszpan Samuel Sánchez z grupy Euskaltel-Euskadi, który triumfował w tym wyścigu w 2012 roku.
W wyścigu startował jeden Polak: z nr 145 Maciej Paterski z Cannondale (nie ukończył 5. etapu).

## Uczestnicy
Na starcie tego klasycznego wyścigu stanęło 21 zawodowych ekip, dziewiętnaście drużyn jeżdżących w UCI World Tour 2013 i dwie profesjonalne ekipy zaproszone przez organizatorów z tzw. "dziką kartą".
Lista drużyn uczestniczących w wyścigu:
| Numery  | Kod | Zespół                  |
| ------- | --- | ----------------------- |
| 1-8     | EUS | Euskaltel-Euskadi       |
| 11-18   | SKY | Sky Procycling          |
| 21-28   | BLA | Blanco Pro Cycling Team |
| 31-38   | OPQ | Omega Pharma-Quick Step |
| 41-48   | RLT | RadioShack-Leopard      |
| 51-58   | MOV | Movistar Team           |
| 61-68   | AST | Astana Pro Team         |
| 71-78   | KAT | Team Katusha            |
| 81-88   | ALM | Ag2r-La Mondiale        |
| 91-98   | TST | Team Saxo-Tinkoff       |
| 101-108 | LAM | Lampre-Merida           |

| Numery  | Kod | Drużyna         |
| ------- | --- | --------------- |
| 111-118 | BMC | BMC Racing Team |
| 121-128 | OGE | Orica-GreenEDGE |
| 131-138 | LTB | Lotto-Belisol   |
| 141-148 | CAN | Cannondale      |
| 151-158 | FDJ | FDJ             |
| 161-168 | ARG | Argos-Shimano   |
| 171-178 | GRS | Garmin-Sharp    |
| 181-188 | VCD | Vacansoleil-DCM |
| 191-198 | COF | Cofidis         |
| 201-208 | CJR | Caja Rural      |

## Etapy
| Etap | Data       | Start - Meta               | km    | Typ         | Zwycięzca etapu | Lider             |
| ---- | ---------- | -------------------------- | ----- | ----------- | --------------- | ----------------- |
| 1.   | 1 kwietnia | Elgoibar                   | 156,5 | Pagórkowaty | Simon Gerrans   | Simon Gerrans     |
| 2.   | 2 kwietnia | Elgoibar - Vitoria         | 170,2 | Płaski      | Daryl Impey     | Francesco Gavazzi |
| 3.   | 3 kwietnia | Vitoria - Valle de Trápaga | 164,7 | Pagórkowaty | Sergio Henao    | Sergio Henao      |
| 4.   | 4 kwietnia | Valle de Trápaga - Éibar   | 151,6 | Górski      | Nairo Quintana  | Sergio Henao      |
| 5.   | 5 kwietnia | Éibar - Beasain            | 166,1 | Pagórkowaty | Richie Porte    | Sergio Henao      |
| 6.   | 6 kwietnia | Beasain                    | 24    | ITT         | Tony Martin     | Nairo Quintana    |

### Etap 1 - 01.04: Elgoibar, 156,5 km
| #   | Zawodnik        | Zespół | Czas       |
| --- | --------------- | ------ | ---------- |
| 1   | Simon Gerrans   | OGE    | 4h 06' 33" |
| 2   | Peter Velits    | OPQ    | + 0"       |
| 3   | Ángel Vicioso   | KAT    | + 0"       |
|     |                 |        |            |
| 102 | Maciej Paterski | CAN    | + 2' 52"   |

| #   | Zawodnik        | Zespół | Czas       |
| --- | --------------- | ------ | ---------- |
| 1   | Simon Gerrans   | OGE    | 4h 06' 33" |
| 2   | Peter Velits    | OPQ    | + 0"       |
| 3   | Ángel Vicioso   | KAT    | + 0"       |
|     |                 |        |            |
| 102 | Maciej Paterski | CAN    | + 2' 52"   |

### Etap 2 - 02.04: Elgoibar - Vitoria, 170,2 km
| # | Zawodnik          | Zespół | Czas       |
| - | ----------------- | ------ | ---------- |
| 1 | Daryl Impey       | OGE    | 4h 23' 31" |
| 2 | Francesco Gavazzi | AST    | + 0"       |
| 3 | Ángel Vicioso     | KAT    | + 0"       |
|   |                   |        |            |
| 9 | Maciej Paterski   | CAN    | + 0"       |

| #  | Zawodnik          | Zespół | Czas       |
| -- | ----------------- | ------ | ---------- |
| 1  | Francesco Gavazzi | AST    | 8h 30' 04" |
| 2  | Ángel Vicioso     | KAT    | + 0"       |
| 3  | Peter Velits      | OPQ    | + 0"       |
|    |                   |        |            |
| 96 | Maciej Paterski   | CAN    | + 2' 52"   |

### Etap 3 - 03.04: Vitoria - Valle de Trápaga, 164,7 km
| #   | Zawodnik         | Zespół | Czas       |
| --- | ---------------- | ------ | ---------- |
| 1   | Sergio Henao     | SKY    | 3h 54' 22" |
| 2   | Carlos Betancur  | ALM    | + 0"       |
| 3   | Giampaolo Caruso | KAT    | + 5"       |
|     |                  |        |            |
| 136 | Maciej Paterski  | CAN    | + 13' 39"  |

| #   | Zawodnik        | Zespół | Czas        |
| --- | --------------- | ------ | ----------- |
| 1   | Sergio Henao    | SKY    | 12h 24' 26" |
| 2   | Nairo Quintana  | MOV    | + 8"        |
| 3   | Richie Porte    | SKY    | + 10"       |
|     |                 |        |             |
| 111 | Maciej Paterski | CAN    | + 16' 31"   |

### Etap 4 - 04.04: Valle de Trápaga - Éibar, 151,6 km
| #  | Zawodnik         | Zespół | Czas       |
| -- | ---------------- | ------ | ---------- |
| 1  | Nairo Quintana   | MOV    | 3h 58' 52" |
| 2  | Sergio Henao     | SKY    | + 2"       |
| 3  | Alberto Contador | TST    | + 2"       |
|    |                  |        |            |
| 67 | Maciej Paterski  | CAN    | + 8' 01"   |

| #  | Zawodnik        | Zespół | Czas        |
| -- | --------------- | ------ | ----------- |
| 1  | Sergio Henao    | SKY    | 16h 23' 20" |
| 2  | Nairo Quintana  | MOV    | + 6"        |
| 3  | Richie Porte    | SKY    | + 10"       |
|    |                 |        |             |
| 92 | Maciej Paterski | CAN    | + 24' 30"   |

### Etap 5 - 05.04: Éibar - Beasain, 166,1 km
| # | Zawodnik        | Zespół | Czas       |
| - | --------------- | ------ | ---------- |
| 1 | Richie Porte    | SKY    | 4h 40' 43" |
| 2 | Samuel Sánchez  | EUS    | + 4"       |
| 3 | Sergio Henao    | SKY    | + 4"       |
|   |                 |        |            |
| - | Maciej Paterski | CAN    | DNF        |

| # | Zawodnik       | Zespół | Czas        |
| - | -------------- | ------ | ----------- |
| 1 | Sergio Henao   | SKY    | 21h 04' 07" |
| 2 | Nairo Quintana | MOV    | + 6"        |
| 3 | Richie Porte   | SKY    | + 6"        |

### Etap 6 - 06.04: Beasain, 24 km
| # | Zawodnik        | Zespół | Czas    |
| - | --------------- | ------ | ------- |
| 1 | Tony Martin     | OPQ    | 35' 05" |
| 2 | Nairo Quintana  | MOV    | + 17"   |
| 3 | Beñat Intxausti | MOV    | + 32"   |

| # | Zawodnik       | Zespół | Czas        |
| - | -------------- | ------ | ----------- |
| 1 | Nairo Quintana | MOV    | 21h 39' 35" |
| 2 | Richie Porte   | SKY    | + 23"       |
| 3 | Sergio Henao   | SKY    | + 34"       |

## Liderzy klasyfikacji po etapach
| Etap                 | Zwycięzca            | Klasyfikacja generalna | Klasyfikacja górska | Klasyfikacja punktowa | Klasyfikacja sprinterska | Klasyfikacja drużynowa |
| -------------------- | -------------------- | ---------------------- | ------------------- | --------------------- | ------------------------ | ---------------------- |
| 1                    | Simon Gerrans        | Simon Gerrans          | Amets Txurruka      | Simon Gerrans         | Amets Txurruka           | Astana Pro Team        |
| 2                    | Daryl Impey          | Francesco Gavazzi      | Amets Txurruka      | Francesco Gavazzi     | Amets Txurruka           | Astana Pro Team        |
| 3                    | Sergio Henao         | Sergio Henao           | Amets Txurruka      | Sergio Henao          | Amets Txurruka           | Movistar Team          |
| 4                    | Nairo Quintana       | Sergio Henao           | Amets Txurruka      | Sergio Henao          | Amets Txurruka           | Team Katusha           |
| 5                    | Richie Porte         | Sergio Henao           | Amets Txurruka      | Sergio Henao          | Amets Txurruka           | Movistar Team          |
| 6                    | Tony Martin          | Nairo Quintana         | Amets Txurruka      | Nairo Quintana        | Amets Txurruka           | Movistar Team          |
| Klasyfikacja końcowa | Klasyfikacja końcowa | Nairo Quintana         | Amets Txurruka      | Nairo Quintana        | Amets Txurruka           | Movistar Team          |

## Klasyfikacje końcowe

### Klasyfikacja generalna
|    | Zawodnik         | Zespół            | Czas        |
| -- | ---------------- | ----------------- | ----------- |
| 1  | Nairo Quintana   | Movistar Team     | 21h 39' 35" |
| 2  | Richie Porte     | Sky Procycling    | + 23"       |
| 3  | Sergio Henao     | Sky Procycling    | + 34"       |
| 4  | Simon Špilak     | Team Katusha      | + 35"       |
| 5  | Alberto Contador | Team Saxo-Tinkoff | + 54"       |
| 6  | Pieter Weening   | Orica-GreenEDGE   | + 1' 18"    |
| 7  | Carlos Betancur  | Ag2r-La Mondiale  | + 1' 19"    |
| 8  | Beñat Intxausti  | Movistar Team     | + 1' 57"    |
| 9  | Wout Poels       | Vacansoleil-DCM   | + 2' 47"    |
| 10 | John Gadret      | Ag2r-La Mondiale  | + 2' 56"    |

|   | Zawodnik         | Zespół            | Punkty |
| - | ---------------- | ----------------- | ------ |
| 1 | Nairo Quintana   | Movistar Team     | 83     |
| 2 | Sergio Henao     | Sky Procycling    | 80     |
| 3 | Richie Porte     | Sky Procycling    | 67     |
| 4 | Alberto Contador | Team Saxo-Tinkoff | 49     |
| 5 | Carlos Betancur  | Ag2r-La Mondiale  | 47     |

|   | Zawodnik         | Zespół             | Punkty |
| - | ---------------- | ------------------ | ------ |
| 1 | Amets Txurruka   | Caja Rural         | 23     |
| 2 | Laurent Didier   | RadioShack-Leopard | 9      |
| 3 | Matteo Montaguti | Ag2r-La Mondiale   | 8      |
| 4 | Omar Fraile      | Caja Rural         | 8      |
| 5 | Romain Bardet    | Ag2r-La Mondiale   | 6      |

|   | Zawodnik         | Zespół             | Punkty |
| - | ---------------- | ------------------ | ------ |
| 1 | Amets Txurruka   | Caja Rural         | 64     |
| 2 | José Herrada     | Movistar Team      | 32     |
| 3 | Laurent Didier   | RadioShack-Leopard | 27     |
| 4 | Omar Fraile      | Caja Rural         | 21     |
| 5 | Matteo Montaguti | Ag2r-La Mondiale   | 20     |

|   | Zespół            | Czas        |
| - | ----------------- | ----------- |
| 1 | Movistar Team     | 65h 03′ 18″ |
| 2 | Ag2r-La Mondiale  | + 1' 51"    |
| 3 | Team Katusha      | + 2' 46"    |
| 4 | Lampre-Merida     | + 10' 31"   |
| 5 | Team Saxo-Tinkoff | + 18' 41"   |